# Фурацелеран
Фурацелеран — полісахарид, який отримують з морської водорості — фурцелярії.
За хімічною природою є близьким до агароїду і агар-агару. Застосовують при виробництві мармеладу і желейних цукерок. Схвалений в Україні як харчова добавка.